# Casa del Poeta Tragico
La casa del Poeta Tragico (VI 8,3) è una casa ad atrio di Pompei risalente al II secolo a.C., famosa per i suoi affreschi e mosaici (tra cui quello che raffigura una scena di attori che si preparano alla recita e da cui deriva il nome) e per il celebre mosaico del cave canem (attenti al cane), posto all'ingresso.

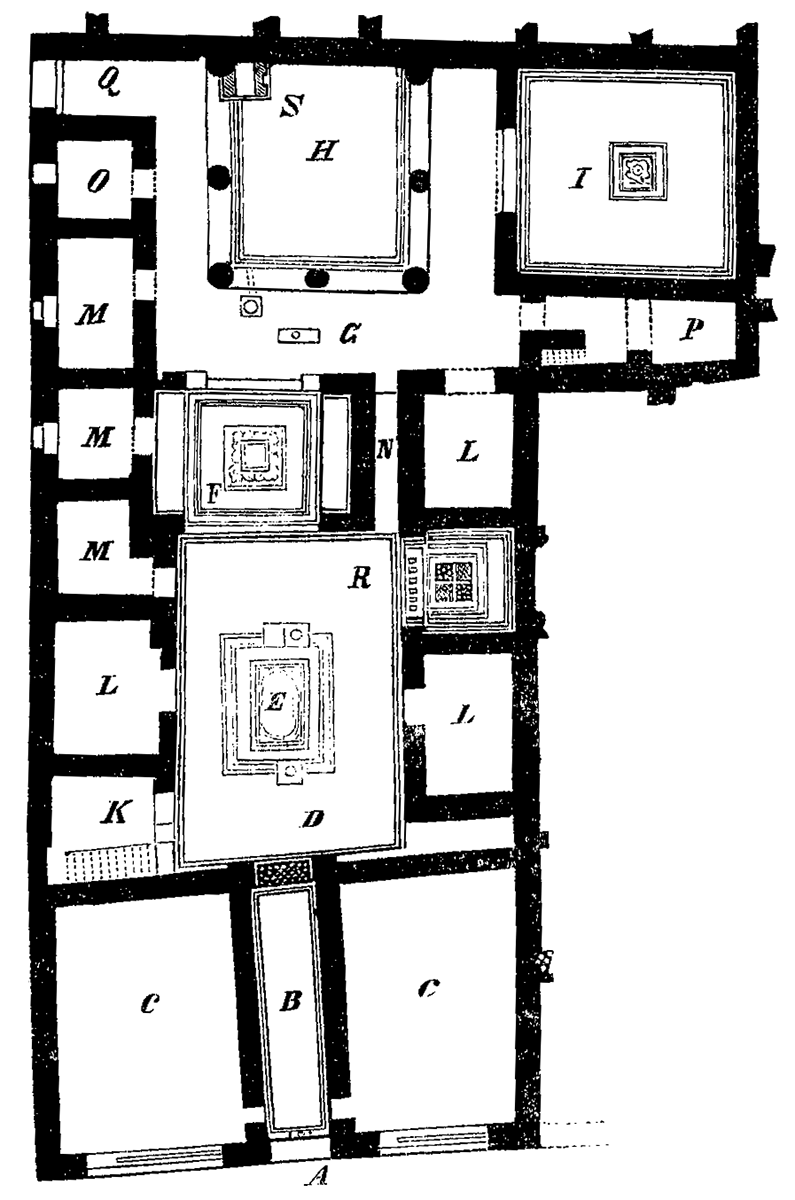
Planimetria della casa

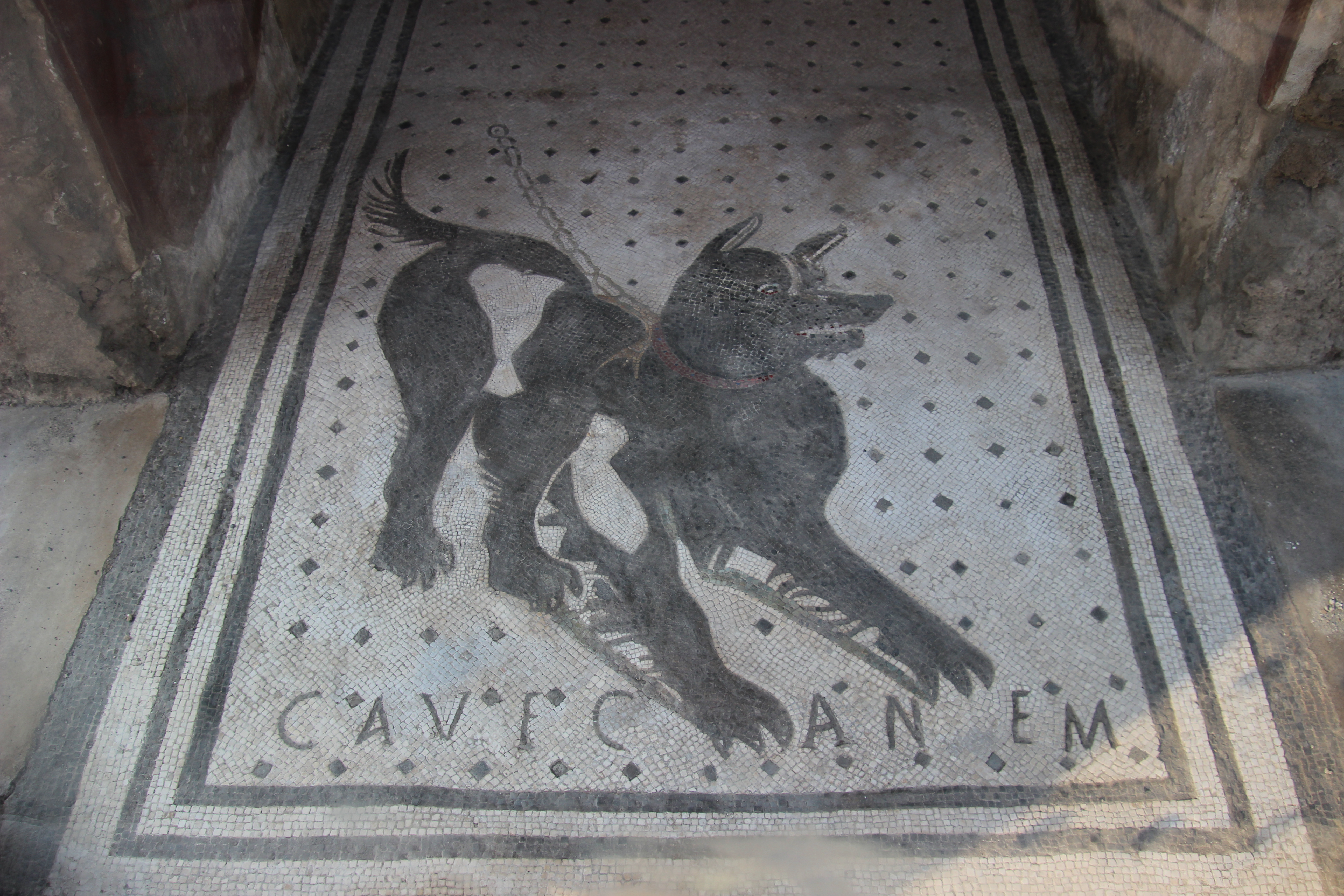
Mosaico del cave canem, ingresso

Scoperta nel novembre del 1824 dall'archeologo Antonio Bonucci, la Casa del Poeta Tragico interessa studiosi e scrittori da generazioni. Sebbene le dimensioni della casa in sé non siano in alcun modo notevoli, le sue decorazioni interne non sono solo numerose, ma di altissima qualità. A causa della discrepanza tra le dimensioni della casa e la qualità della sua decorazione, ci si è interrogati molto sui proprietari dell'edificio.

## Descrizione
L'ingresso principale della casa è a sud, su via delle Terme. Nelle fauces è presente il famoso mosaico raffigurante un cane con la scritta Cave Canem (Attenzione al Cane). All'esterno presenta ambienti che erano adibiti a negozi, in uno di questi sono stati trovati ricchi gioielli d'oro, forse caduti da un piano superiore. Le fauces sono seguite dall'atrio e dietro di esso il tablino. Il pavimento è decorato da un mosaico, il cui campo centrale mostrava la scena con il coro durante le prove del teatro. Dietro di esso si trova il peristilio con un larario sul retro. Alla sua destra si trova una sala da pranzo, il triclinio, con pitture murali relativamente ben conservate. I dipinti della casa appartengono tutti al quarto stile pompeiano. La casa fu probabilmente completamente ridecorata dopo il terremoto del 62 d.C.
Quando fu scavata, le pitture murali erano ancora ben conservate e suscitarono l'interesse dell'epoca. Le scene più importanti furono ritagliate dalle pareti e portate al Real Museo Borbonico a Napoli. Di molte altre opere oggi esistono solo disegni, poiché durante gli scavi i siti non venivano immediatamente coperti e protetti.

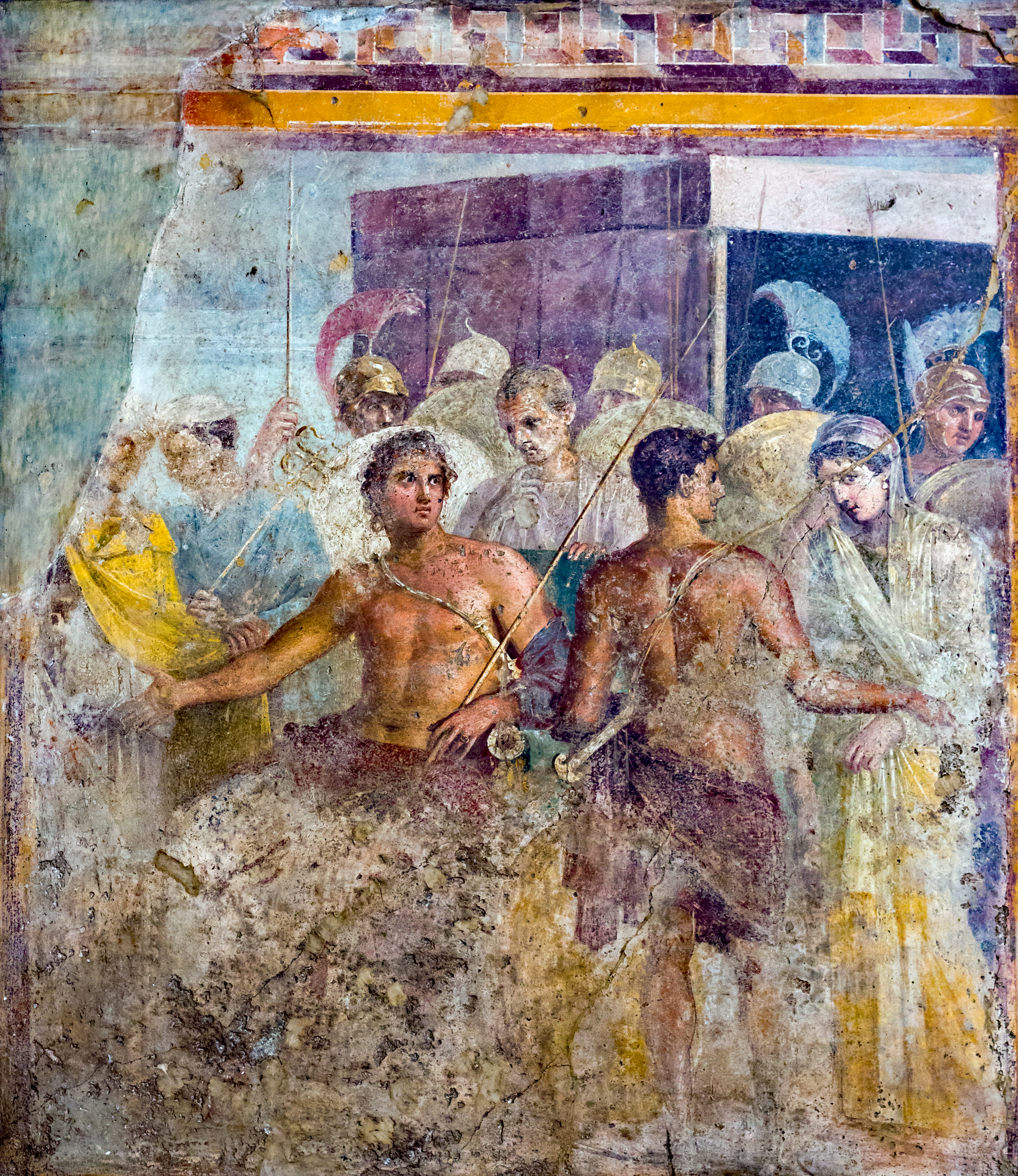
Achille e Briseide, MANN, Inv. N. 9105

Nell'atrio era raffigurato l'affresco Achille e Briseide, copia da originale greco del IV secolo a.C. in cui Briseide appare, all'interno della tenda di Achille, avvolta nell'himàtion nell'atto di asciugarsi le lacrime con la mano destra. Si tratta di un'illustrazione di una scena del primo canto dell'Iliade. L'originale potrebbe risalire all'epoca di Alessandro Magno ed è stato copiato più volte fino alla tarda antichità. Sulla sinistra, nello sfondo, si vedono le navi degli Achei. A destra, in primo piano, si vede Patroclo di spalle, che guida la brigata velata. A sinistra c'è Achille.
Accanto alla raffigurazione di Briseide e Achille c'era un dipinto, di cui oggi è sopravvissuta solo la metà, in cui si vede una giovane donna salire la scaletta di una nave. La scena è solitamente interpretata come Elena che segue Paride o in Criseide.
Nel peristilio si trovava la raffigurazione del sacrificio di Ifigenia.

## Nella cultura di massa
Nel romanzo del 1834 Gli ultimi giorni di Pompei di Edward Bulwer-Lytton, la casa è modello d'ambientazione per quella in cui vive Glauco, protagonista dell'opera.